# Diocesi di Belluno-Feltre

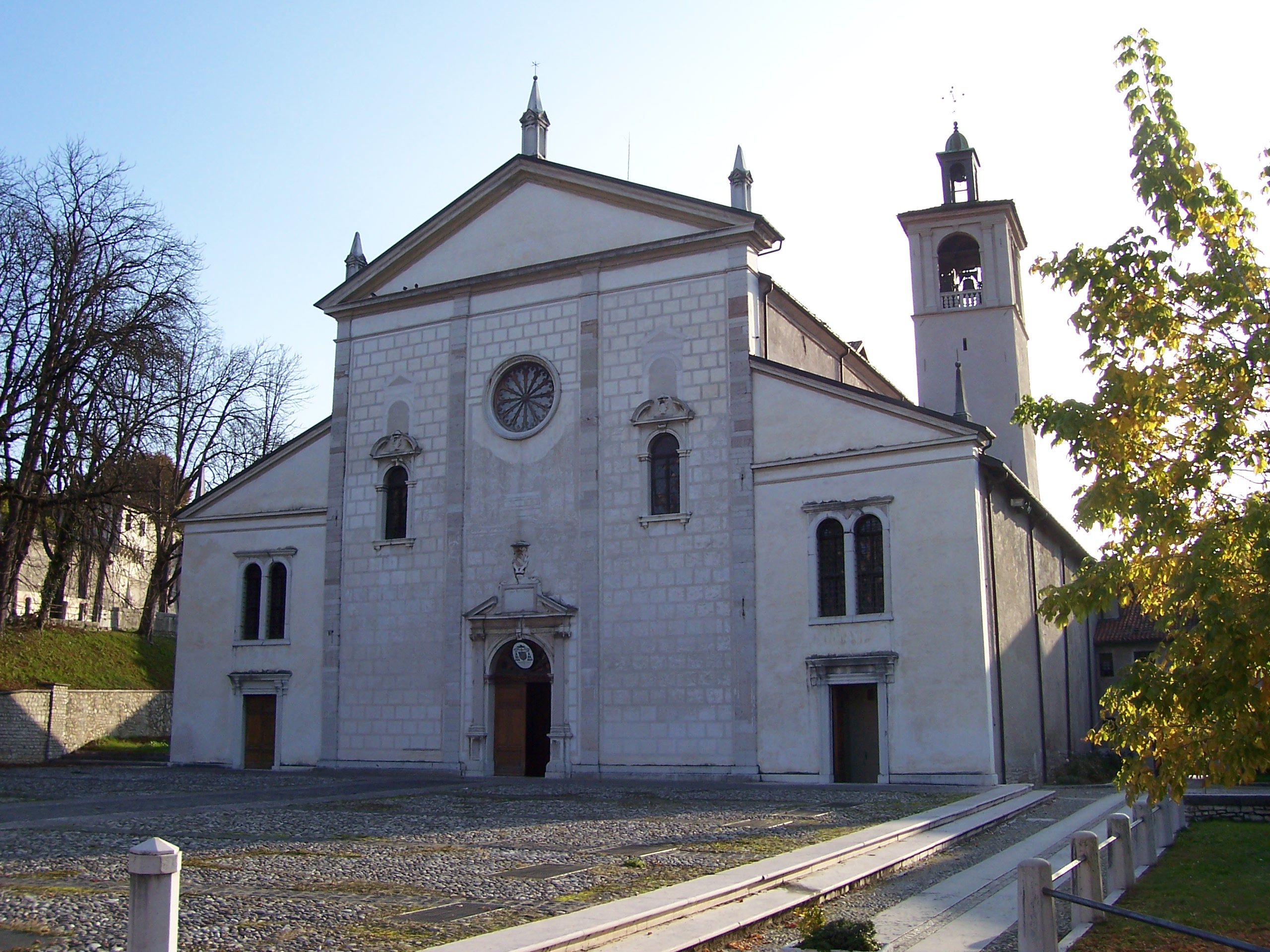
Facciata e campanile della concattedrale di San Pietro Apostolo a Feltre

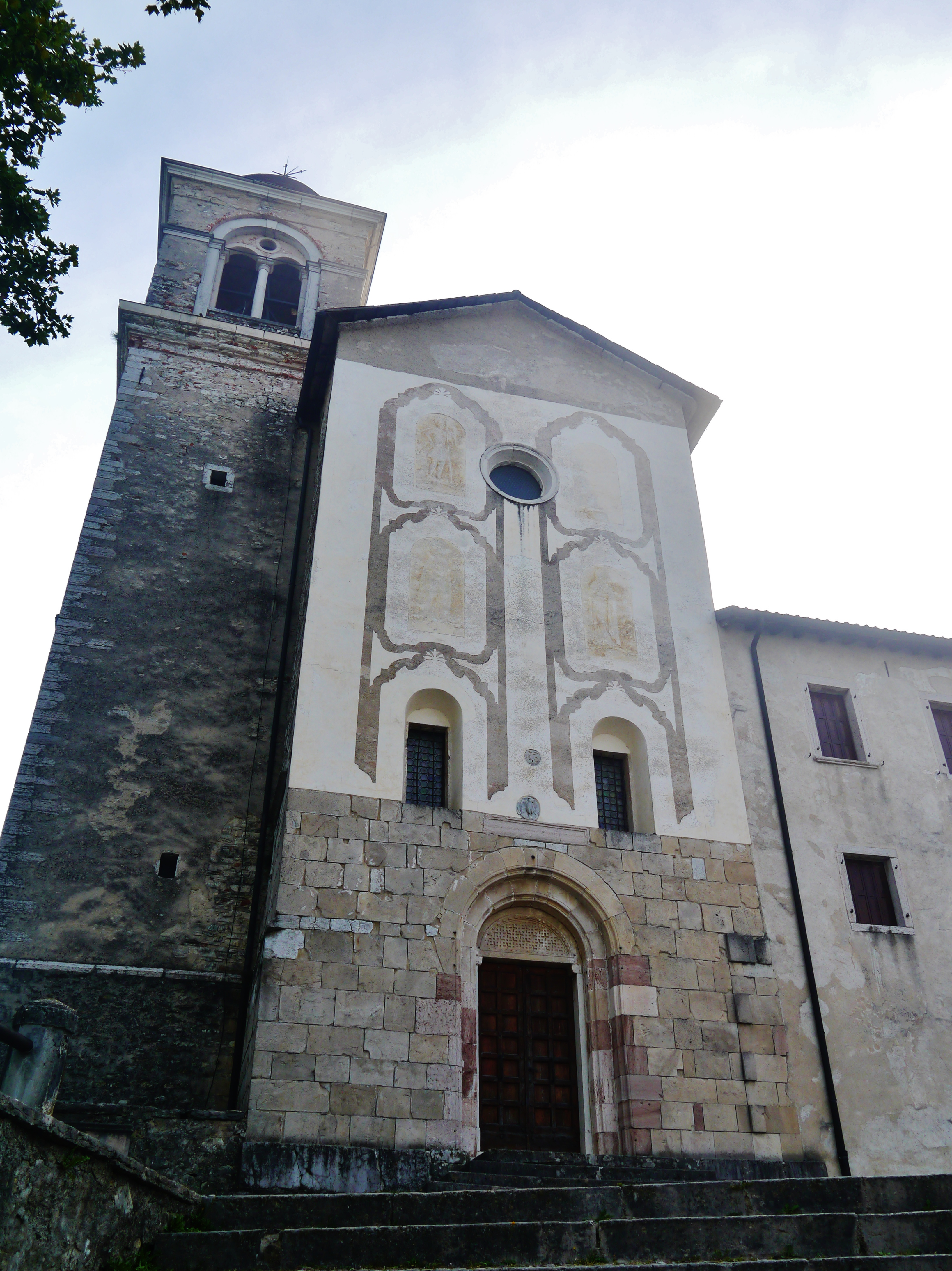
Facciata e campanile della basilica santuario dei Santi Vittore e Corona a Feltre

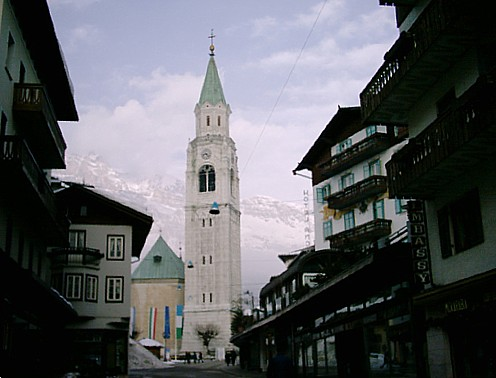
Campanile e abside della basilica dei Santi Filippo e Giacomo a Cortina d'Ampezzo

Le "convergenze foraniali" nelle quali è suddivisa la diocesi

La diocesi di Belluno-Feltre (in latino Dioecesis Bellunensis-Feltrensis) è una sede della Chiesa cattolica in Italia suffraganea del patriarcato di Venezia appartenente alla regione ecclesiastica Triveneto. Nel 2023 contava 174.513 battezzati su 181.530 abitanti. È retta dal vescovo Renato Marangoni.

## Territorio
La diocesi si estende quasi totalmente entro i confini della provincia di Belluno, con l'eccezione dei comuni di Borgo Valbelluna (diocesi di Vittorio Veneto), Alano di Piave, Arsiè, Fonzaso e di buona parte del comune di Setteville (diocesi di Padova). Rientra nella diocesi anche il paese di Casso, nell'ex provincia di Pordenone, che appartiene alla parrocchia di Longarone.
Sede vescovile è la città di Belluno, dove si trova la cattedrale di San Martino. A Feltre sorgono la concattedrale di San Pietro Apostolo e il santuario dei Santi Vittore e Corona. Quest'ultimo, la cattedrale e la chiesa dei Santi Filippo e Giacomo a Cortina d'Ampezzo godono del titolo di basilica minore.

### Parrocchie e foranie
Il territorio si estende su 3.263 km² ed è suddiviso in 158 parrocchie, raggruppate sperimentalmente in 6 "convergenze foraniali":
- convergenza foraniale di Agordo-Livinallongo;
- convergenza foraniale di Ampezzo-Cadore-Comelico;
- convergenza foraniale di Belluno;
- convergenza foraniale di Feltre-Lamon-Pedavena;
- convergenza foraniale di Longarone-Zoldo-Alpago-Ponte nelle Alpi;
- convergenza foraniale di Sedico-Santa Giustina.

## Storia
L'attuale diocesi è il frutto della piena unione delle diocesi di Belluno e di Feltre, già unite aeque principaliter dal 1818, stabilita dalla Congregazione per i vescovi il 30 settembre 1986.

### Diocesi di Belluno
Incerte sono le origini della diocesi di Belluno, benché i cataloghi episcopali diocesani, risalenti al Quattrocento e al Cinquecento, attestino un'origine antica, databile al II secolo.
Primo vescovo documentato è Felice, il cui nome, inciso su un sarcofago attribuito al VI secolo, fu scoperto nel 1762 nella chiesetta di Valdenere, tra i villaggi di Bolago e Barp, in comune di Sedico. Qui se ne sarebbe trovato il sarcofago - poi nuovamente perduto - recante la scritta "Felix ep(iscopu)s". A lui si deve la prima costruzione della cattedrale della diocesi, dedicata all'antiariano San Martino di Tours; secondo la tradizione il vescovo, perseguitato dai Longobardi, sarebbe morto in esilio.
Non è attestato invece il vescovo Giovanni, che sarebbe stato perseguito dai bizantini per essersi opposto alla condanna dei Tre Capitoli. Sul finire del VI secolo, la storia testimonia la presenza del vescovo Lorenzo tra i partecipanti ai concili del patriarcato aquileiese del 589/590 e del 591, nei quali fu respinta la condanna dei Tre Capitoli decretata al secondo concilio di Costantinopoli (553).
Con la fine del dominio longobardo (776) Belluno divenne sede di una contea carolingia, che in seguito venne collegata alla Marca del Friuli. A partire dall'VIII e dal IX secolo prende forma e si consolida il potere temporale dei vescovi bellunesi, con l'acquisizione di terreni e la sottomissione di feudi e territori fino alla pianura veneta; questo potere temporale fu riconosciuto al vescovo Ezemano, con un diploma imperiale rilasciato nel 1031 dall'imperatore Corrado II, cui seguì con Ottone I la concessione dell'immunitas.
La prima testimonianza documentaria dell'esistenza di un capitolo di canonici risale alla fine del IX secolo.
A partire dalla seconda metà del XII secolo le sedi di Belluno e di Feltre furono oggetto di continue scorrerie militari da parte del comune di Treviso. Per meglio difendersi, il papa stabilì che a capo delle due città vescovili vi fosse un unico vescovo, pur restando le due diocesi indipendenti tra loro. L'unione aeque principaliter avvenne negli ultimi anni del XII secolo. Tale unione perdurò fino al XV secolo, quando i bellunesi, gelosi della propria autonomia, con l'appoggio del cardinale Nicola Cusano, ottennero da papa Pio II la fine dell'unione, decisa nel 1460, ma attuata solo nel 1462, alla morte del vescovo Francesco de Lignamine.
Nel primo Cinquecento la diocesi dovette fare i conti con una situazione incresciosa, venutasi a creare per la nomina di due vescovi contemporaneamente: Antonio Barozzi da parte del governo della Serenissima e Giambattista Casali da parte della Santa Sede. Il primo fu colpito da interdetto e da scomuniche, che ebbero conseguenze pratiche anche nella vita dei fedeli (per esempio l'impossibilità di accostarsi ai sacramenti o di ricevere l'estrema sepoltura); mentre al secondo, vescovo legittimo, fu impedito di prendere possesso della sede. La situazione si risolse con la nomina nel 1536 del vescovo e cardinale Gasparo Contarini.
Tra i vescovi di questo periodo si distinsero, in particolare, Pietro Barozzi (1471-1487), annoverato dagli storiografi tra i grandi riformatori dell'epoca pre-tridentina, Gasparo Contarini (1536-1542) e Giulio Contarini (1542-1575), che si opposero all'avanzata delle idee evangeliche nella diocesi, e Alvise Lollino (1596-1625), studioso, uomo di cultura e fine umanista.
Nel corso del Seicento e del Settecento, in ottemperanza alle disposizioni del concilio di Trento, i vescovi bellunesi compirono ripetutamente visite pastorali alla diocesi, convocarono periodicamente i sinodi diocesani, istituirono e qualificarono progressivamente il seminario. 
Il vescovo Sebastiano Alcaini dovette assistere alla bufera napoleonica che comportò la chiusura di conventi, la spoliazione di chiese, la dispersione del patrimonio liturgico. Alla sua morte, nel 1803, seguirono sedici anni di sede vacante.
Nel 1810 la curazia di Caprile venne staccata dalla diocesi di Bressanone e aggregata alla diocesi di Belluno.
Nel 1816 fu paventata la soppressione della sede di Belluno e la sua unione a quella di Feltre: il capitolo bellunese si oppose con fermezza. Tuttavia, il 1º maggio 1818, nel quadro del riordinamento ecclesiastico del Veneto previsto dalla bolla De salute Dominici gregis, le diocesi di Feltre e Belluno venivano nuovamente unite aeque principaliter: entrambe conservavano le strutture di governo e avevano pari dignità; il vescovo era tenuto a risiedere sei mesi in una diocesi e altri sei nell'altra. Contestualmente Belluno perse le parrocchie di Mussolente e di Casoni, cedute alla diocesi di Treviso.
Il 30 aprile 1846 le parrocchie cadorine dei distretti di Pieve e di Auronzo, facenti parte dell'arcidiaconato del Cadore, furono staccate dalla diocesi di Udine e aggregate alla diocesi di Belluno con la bolla Universalis Ecclesiae regimen di papa Gregorio XVI, bellunese.
Nel 1909 venne fondato il settimanale diocesano L'Amico del Popolo; il vescovo Giuseppe Foschiani chiamò padre Felice Maria Cappello alla direzione del giornale, che sei mesi dopo dovette abbandonare perché sospettato di modernismo.
Il 6 luglio 1964, nel contesto del riordino delle circoscrizioni diocesane di Bressanone e di Trento stabilito dalla bolla Quo aptius di papa Paolo VI, venivano aggregati alla diocesi di Belluno i decanati di Cortina d'Ampezzo e di Pieve di Livinallongo, prima appartenenti alla diocesi di Bressanone.
Il 26 agosto 1978 fu giorno di particolare esultanza per la diocesi di Belluno, perché uno dei suoi figli, Albino Luciani, nativo di Canale d'Agordo, veniva elevato al soglio pontificio con il nome di papa Giovanni Paolo I.

### Diocesi di Feltre
(Cesare Battisti)
Benché la tradizione riconosca nel protovescovo Prosdocimo l'evangelizzatore di Feltre, Fonteio è il primo vescovo di Feltre di cui si abbia riscontro storico: partecipò al sinodo di Grado del 579 e, secondo Paolo Diacono, al sinodo di Marano del 590 quale "vescovo della Santa Chiesa Feltrina".
Nel X secolo l'imperatore Ottone I concesse al vescovo pro tempore di Feltre, già feudatario dell'impero carolingio, ampi poteri e il titolo comitale; nell'XI secolo Corrado II lo investì del titolo principesco.
Caduto in battaglia contro i trevigiani il vescovo di Belluno Gerardo de' Taccoli nel 1197, papa Celestino III provvide a unire, aeque principaliter, la diocesi di Belluno alla diocesi di Feltre, affinché entrambe le sedi potessero meglio fronteggiare il nemico comune: primo vescovo delle diocesi unite fu così Drudo da Camino, già vescovo di Feltre.
Nel 1462, alla morte del vescovo Francesco de Lignamine, la diocesi di Belluno tornò ad avere un proprio vescovo, avendo papa Pio II decretato nel 1460, su richiesta dei bellunesi, la disgiunzione dalla diocesi di Feltre.
Nel 1593 il vescovo Giacomo Rovellio, applicando con convinzione i canoni tridentini, fondò a Feltre il primo seminario vescovile.
Tra il XVI e il XVIII secolo la diocesi si caratterizzò per una fisionomia territoriale molto particolare, in quanto si estendeva su tre entità statali differenti: entro i confini della Repubblica di Venezia, dove si trovava anche la sede vescovile, aveva giurisdizione sulle parrocchie del Feltrino, con l'esclusione delle pievi di Arsiè e Fonzaso, sottoposte alla diocesi di Padova, e di Sospirolo e San Gregorio, dipendenti da Belluno; la Valsugana, con le giurisdizioni di Caldonazzo (infeudato ai Trapp), Pergine e Levico, faceva parte dal principato vescovile di Trento; infine, le giurisdizioni di Telvana, Castellalto, Ivano e Primiero (quest'ultimo feudo dei Welsperg) costituivano un'exclave della contea del Tirolo.
Nel 1786, su pressione dell'imperatore Giuseppe II, le parrocchie feltrine situate in Valsugana (Levico, Borgo Valsugana, Strigno, Grigno, Masi di Novaledo, Telve, Pieve Tesino, Roncegno, Torcegno, Castelnuovo, Pergine, Calceranica, Vigolo Vattaro, Lavarone) e nel Primiero (Primiero con Canal San Bovo) furono smembrate dalla diocesi di Feltre e aggregate alla diocesi di Trento: il provvedimento ridusse la "Santa Chiesa Feltrina" a esigue dimensioni.
Il 1º maggio 1818 papa Pio VII, con la bolla De salute Dominici gregis, provvide nuovamente a unirla aeque principaliter con la diocesi di Belluno, perché entrambe di ridotte dimensioni. Al contempo, la parrocchia di Primolano fu aggregata alla diocesi di Padova.
Il 7 novembre 1847 il vescovo Antonio Gava inaugurò la nuova sede del seminario vescovile.

### Diocesi di Belluno-Feltre
Il 30 settembre 1986, con il decreto Instantibus votis della Congregazione per i vescovi, le due sedi sono state pienamente unite e la nuova diocesi ha assunto il nome attuale.

## Cronotassi dei vescovi
Si omettono i periodi di sede vacante non superiori ai 2 anni o non storicamente accertati.

### Vescovi di Belluno
- Felice † (VI secolo)
- Giovanni I ? † (564 ?)[8]
- Lorenzo † (prima del 589/590 - dopo il 591)[9]
- Odelberto I † (menzionato nell'827)
- Aimone † (prima dell'877 - dopo il 923)
- Giovanni II † (prima del 963 - dopo il 998)
- Ludovico † (prima del 1015 - dopo il 1021)
- Ernefredo? †[10]
- Alboino o Alboniano † (menzionato nel 1027)
- Odelberto II? †[11]
- Ezemanno † (menzionato nel 1031)
- Mario o Marino † (prima del 1048 - dopo il 1049)
- Volfrano (o Vualfranco, o Lanfranco, o Vulfarido) † (prima del 1057 - dopo il 1075)
- Reginaldo † (prima del 1080 - dopo il 1081)
- Rainaldo † (menzionato nel 1116)[12]
- Ottone I † (1118 - 1130)
  - Alteprando † (? - 1139 deposto) (antivescovo)
- Bonifacio † (1139 - 1156)
- Ottone II † (1156 - dicembre 1183 deceduto)
- Gerardo de' Taccoli † (1184 - circa 1197 deceduto)
  - Sede unita a Feltre (1197-1462)
- Lodovico Donà † (2 aprile 1462 - 9 gennaio 1465 nominato vescovo di Bergamo)
- Mosè Buffarello † (9 gennaio 1465 - dopo il 26 marzo 1471 deceduto)
- Pietro Barozzi † (4 settembre 1471 - 14 marzo 1487 nominato vescovo di Padova)
- Bernardo de' Rossi † (4 aprile 1487 - 16 agosto 1499 nominato vescovo di Treviso)
- Bartolomeo Trevisan † (26 agosto 1499 - 4 settembre 1509 deceduto)
- Galeso Nichesola † (19 settembre 1509 - 2 agosto 1527 deceduto)
- Giambattista Casali † (18 settembre 1527 - 21 ottobre 1536 deceduto)
  - Antonio Barozzi † (1527 - 1537 deposto) (antivescovo)
- Gasparo Contarini † (23 ottobre 1536 - 24 agosto 1542 deceduto)
- Giulio Contarini † (11 settembre 1542 - 9 agosto 1575 deceduto)
- Giovanni Battista Valier † (9 agosto 1575 succeduto - 1596 dimesso)
- Alvise Lollino † (29 luglio 1596 - 28 marzo 1625 deceduto)
  - Panfilo Persico † (1625 - 17 dicembre 1625 deceduto) (vescovo eletto)[13]
- Giovanni Dolfin † (9 febbraio 1626 - 24 giugno 1634 dimesso)
- Giovanni Tommaso Malloni, C.R.S. † (26 giugno 1634 - 7 febbraio 1649 deceduto)
  - Sede vacante (1649-1653)
- Giulio Berlendis † (6 ottobre 1653 - 21 ottobre 1693 deceduto)
- Giovanni Francesco Bembo, C.R.S. † (1º marzo 1694 - 21 luglio 1720 deceduto)
- Valerio Rota † (16 settembre 1720 - 8 settembre 1730 deceduto)
- Gaetano Zuanelli † (11 dicembre 1730 - 25 gennaio 1736 deceduto)
- Domenico Nicola Condulmer † (27 febbraio 1736 - 14 marzo 1747 deceduto)
- Giacomo Costa, C.R. † (29 maggio 1747 - 19 agosto 1755 deceduto)
- Giovanni Battista Sandi † (24 maggio 1756 - 12 agosto 1785 deceduto)
- Sebastiano Alcaini, C.R.S. † (26 settembre 1785 - 4 marzo 1803 deceduto)
  - Sede vacante (1803-1819)

### Vescovi di Feltre

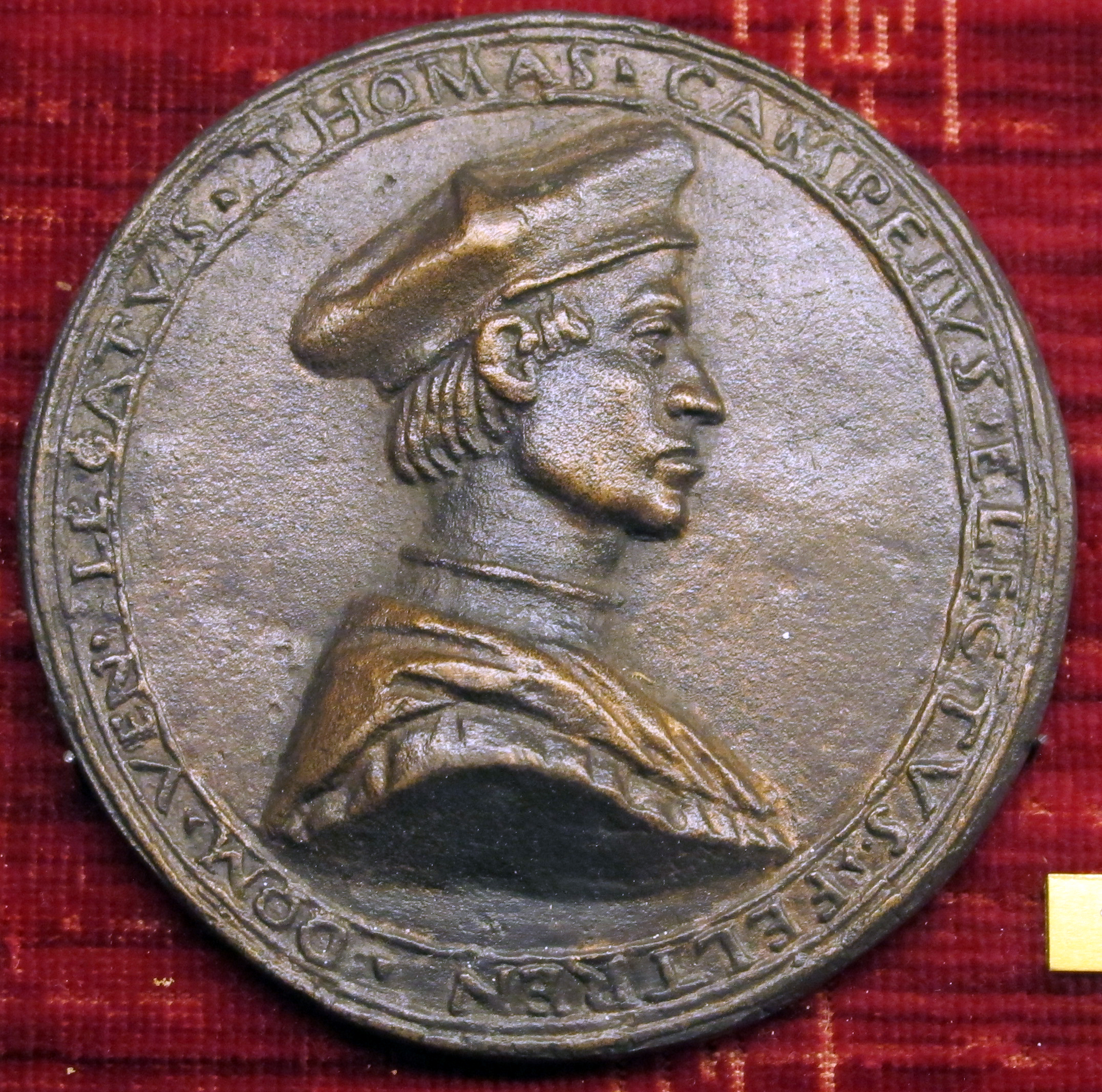
Tommaso Campeggi

- Fonteio (o Fronteio) † (prima del 579 - dopo il 591)
- Endrighetto della Corte † (menzionato nel 781)
- Aurato (o Amato) † (menzionato nell'827)
- Teuperto † (menzionato nel 967)
- Benedetto †[14]
- Regizone o Richizzone † (prima del 1015 - dopo il 1031)
- Macilino (o Marcellino) † (menzionato nel 1046)
- Odorico de Fallero † (menzionato nel 1047)
- Thiemone † (1070)
- Arpone † (prima del 1095 - dopo il 1117)
- Guberto † (prima del 1135 - dopo il 1140)
- Enrico † (menzionato nel 1152)
- Adamo † (prima del 1160 - dopo il 1070)
- Drudo da Camino † (prima del 1177 - 1200 deceduto)
- Anselmo di Braganza (circa 1200 - 1204 deceduto)
- Torresino da Corte † (1204 - 30 aprile 1209 deceduto)
- Filippo da Padova † (1209 - 1225 deceduto)
- Ottone da Torino † (prima del 6 settembre 1225 - circa 1234)
- Eleazaro da Castello † (prima del 16 febbraio 1235 - 1241)
- Alessandro de Foro † (1241 - 1246)
  - Tisone da Camino † (15 gennaio 1247 - 1257 deceduto) (vescovo eletto)
- Adalgerio da Villalta † (6 dicembre 1257[15] - 30 settembre 1290 deceduto)
- Giacomo Casale, O.F.M. † (13 marzo 1291 - 1298 deceduto)
- Alessandro Novello, O.F.M. † (20 aprile 1298 - febbraio 1320 deceduto)
- Manfredo da Collalto † (17 marzo 1320 - 20 maggio 1321 deceduto[16])
- Gregorio de Tauri, O.P. † (6 giugno 1323 - 20 febbraio 1327 deceduto)
- Gorgia de Lusa † (20 febbraio 1327 - 1349 deceduto)
  - Belvederio de' Rambaldoni † (1349) (amministratore apostolico)
- Enrico di Waldech, O.T. † (7 ottobre 1349 - 1353 deceduto)
- Giacomo Goblin † (21 novembre 1354 - aprile 1369 deceduto)
- Antonio de Nasseri † (29 maggio 1370 - 19 settembre 1393[17] deceduto)
- Alberto di San Giorgio, O.F.M. † (11 febbraio 1394 - 28 aprile 1398 deceduto)
- Giovanni Capogallo, O.S.B. † (12 giugno 1398 - 4 agosto 1402 nominato vescovo di Novara)
- Enrico Scarampi † (10 aprile 1403 - 29 settembre 1440 deceduto)
- Tommaso Tommasini, O.P. † (10 ottobre 1440 - 24 marzo 1446 deceduto)
- Jacopo Zeno † (26 aprile 1447 - 26 marzo 1460 nominato vescovo di Padova)
- Francesco de Lignamine † (26 marzo 1460 - 11 gennaio 1462 deceduto)
- Teodoro de Lellis † (15 febbraio 1462 - 17 settembre 1464 nominato vescovo di Treviso)
- Angelo Fasolo † (17 settembre 1464 - 1490 deceduto)
- Giovanni Robobello † (6 gennaio 1491 - 19 dicembre 1494 nominato arcivescovo di Zara)
- Andrea Trevisan † (28 novembre 1494 - 1504 deceduto)
- Antonio Pizzamano † (23 agosto 1504 - 1512 deceduto)
- Lorenzo Campeggi † (12 novembre 1512 - 1º giugno 1520 dimesso)
- Tommaso Campeggi † (1º giugno 1520 - 17 aprile 1559 dimesso)
- Filippo Maria Campeggi † (17 aprile 1559 succeduto - 9 aprile 1584 deceduto)
- Giacomo Rovellio † (9 aprile 1584 succeduto - febbraio 1610 deceduto)
- Agostino Gradenigo † (29 marzo 1610 - 26 gennaio 1628 succeduto patriarca di Aquileia)
- Giovanni Paolo Savio † (29 maggio 1628 - 19 dicembre 1639 nominato vescovo di Adria)
- Zerbino Lugo † (9 gennaio 1640 - 17 gennaio 1647 deceduto)
- Simeone Difnico † (10 maggio 1649 - 24 maggio 1661 deceduto)
- Marco Marchiani † (13 marzo 1662 - 31 luglio 1663 deceduto)
- Bartolomeo Gera † (11 febbraio 1664 - 7 aprile 1681 deceduto)
- Antonio Polcenigo † (24 aprile 1684 - 20 aprile 1724 deceduto)
- Pietro Maria Trevisan Suarez † (26 giugno 1724 - 20 novembre 1747 nominato vescovo di Adria)
- Giovanni Battista Bortoli † (18 dicembre 1747 - 20 marzo 1757 dimesso[18])
- Andrea Antonio Silverio Minucci † (28 marzo 1757 - 15 dicembre 1777 nominato vescovo di Rimini)
- Girolamo Enrico Beltramini-Miazzi † (15 dicembre 1777 - 24 marzo 1779 deceduto)
- Andrea Benedetto Ganassoni, O.S.B. † (12 luglio 1779 - 29 marzo 1786 deceduto)
- Bernardo Maria Carenzoni, O.S.B.Oliv. † (24 luglio 1786 - 20 agosto 1811 deceduto)
  - Sede vacante (1811-1819)

### Vescovi di Belluno e Feltre o di Feltre e Belluno[19]
- Luigi Zuppani † (23 agosto 1819 - 26 novembre 1841 deceduto)
- Antonio Gava † (22 giugno 1843 - 3 novembre 1852 dimesso)
  - Vincenzo Scarpa † (7 aprile 1854 - 5 maggio 1854 deceduto) (vescovo eletto)
- Giovanni Renier † (17 dicembre 1855 - 12 aprile 1871 deceduto)
- Salvatore Giovanni Battista Bolognesi, C.O. † (27 ottobre 1871 - 29 gennaio 1899 deceduto)
- Francesco Cherubin † (19 giugno 1899 - 2 luglio 1910 deceduto)
- Giuseppe Foschiani † (2 luglio 1910 succeduto - 5 ottobre 1913 deceduto)
- Giosuè Cattarossi † (21 novembre 1913 - 3 marzo 1944 deceduto)
- Girolamo Bartolomeo Bortignon, O.F.M.Cap. † (9 settembre 1945 - 1º aprile 1949 nominato vescovo di Padova)[20]
- Gioacchino Muccin † (19 maggio 1949 - 1º settembre 1975 ritirato)
- Maffeo Giovanni Ducoli † (7 ottobre 1975 - 30 settembre 1986 nominato vescovo di Belluno-Feltre)

### Vescovi di Belluno-Feltre
- Maffeo Giovanni Ducoli † (30 settembre 1986 - 2 gennaio 1996 ritirato)
- Pietro Brollo † (2 gennaio 1996 - 28 ottobre 2000 nominato arcivescovo di Udine)
- Vincenzo Savio, S.D.B. † (9 dicembre 2000 - 31 marzo 2004 deceduto)
- Giuseppe Andrich (29 maggio 2004 - 10 febbraio 2016 ritirato)
- Renato Marangoni, dal 10 febbraio 2016

## Statistiche
La diocesi nel 2023 su una popolazione di 181.530 persone contava 174.513 battezzati, corrispondenti al 96,1% del totale.
| anno | popolazione | popolazione | popolazione | presbiteri | presbiteri | presbiteri | presbiteri                | diaconi | religiosi | religiosi | parrocchie |
| anno | battezzati  | totale      | %           | numero     | secolari   | regolari   | battezzati per presbitero | diaconi | uomini    | donne     | parrocchie |
| ---- | ----------- | ----------- | ----------- | ---------- | ---------- | ---------- | ------------------------- | ------- | --------- | --------- | ---------- |
| 1950 | 196.785     | 196.785     | 100,0       | 263        | 208        | 55         | 748                       |         | 89        | 474       | 125        |
| 1970 | 204.643     | 204.723     | 100,0       | 343        | 257        | 86         | 596                       |         | 129       | 596       | 167        |
| 1980 | 150.000     | 150.800     | 99,5        | 221        | 184        | 37         | 678                       |         | 45        | 358       | 126        |
| 1990 | 187.680     | 188.186     | 99,7        | 283        | 231        | 52         | 663                       | 1       | 65        | 363       | 158        |
| 1999 | 184.100     | 184.602     | 99,7        | 250        | 204        | 46         | 736                       | 5       | 52        | 260       | 158        |
| 2000 | 184.100     | 184.602     | 99,7        | 245        | 199        | 46         | 751                       | 5       | 52        | 255       | 158        |
| 2001 | 184.100     | 184.602     | 99,7        | 242        | 196        | 46         | 760                       | 5       | 52        | 251       | 158        |
| 2002 | 183.782     | 184.207     | 99,8        | 232        | 189        | 43         | 792                       | 5       | 49        | 248       | 158        |
| 2003 | 181.402     | 181.822     | 99,8        | 221        | 185        | 36         | 820                       | 4       | 40        | 247       | 158        |
| 2004 | 181.402     | 181.882     | 99,7        | 221        | 187        | 34         | 820                       | 4       | 38        | 217       | 158        |
| 2006 | 184.000     | 185.400     | 99,2        | 214        | 184        | 30         | 859                       | 5       | 36        | 209       | 158        |
| 2012 | 187.300     | 187.385     | 100,0       | 200        | 168        | 32         | 936                       | 6       | 38        | 158       | 158        |
| 2014 | 188.300     | 188.500     | 99,9        | 206        | 170        | 36         | 914                       | 6       | 37        | 144       | 158        |
| 2015 | 177.000     | 186.070     | 95,1        | 188        | 163        | 25         | 941                       | 6       | 26        | 133       | 158        |
| 2018 | 179.000     | 184.715     | 96,9        | 190        | 155        | 35         | 942                       | 6       | 37        | 115       | 158        |
| 2019 | 177.965     | 183.615     | 96,9        | 177        | 149        | 28         | 1.005                     | 7       | 30        | 81        | 158        |
| 2020 | 176.723     | 182.569     | 96,8        | 170        | 142        | 28         | 1.039                     | 7       | 30        | 81        | 158        |
| 2022 | 175.562     | 182.873     | 96,0        | 148        | 130        | 18         | 1.186                     | 7       | 20        | 66        | 158        |
| 2023 | 174.513     | 181.530     | 96,1        | 139        | 124        | 15         | 1.255                     | 7       | 17        | 59        | 158        |

### Per la sede di Feltre
- (LA)  Pius Bonifacius Gams, Series episcoporum Ecclesiae Catholicae, Leipzig, 1931, pp. 776–777
- (LA)  Konrad Eubel, Hierarchia Catholica Medii Aevi, vol. 1, pp. 132–133; vol. 2, p. 103 e 153; vol. 3, p. 195; vol. 4, pp. 185; vol. 5, p. 199; vol. 6, pp. 213–214

### Per la sede di Belluno
- Florio Miari, Cronache bellunesi inedite, Belluno, Tipografia Deliberali, 1865
- Giorgio Piloni, Historia di Georgio Piloni dottor bellunese, nella quale, oltre le molte cose degne, avvenute in diverse parti del mondo di tempo in tempo, s'intendono, et leggono d'anno in anno, con minuto raguaglio, tutti i successi della città di Belluno. Con quattro tavole. L'una de' vescovi di essa città di Belluno; una de gli autori, de' quali s'e servito nell'opera; una de' rettori, podesta, e suoi vicarij, che l'hanno retta fin l'anno 1600 e l'altra delle cose notabili, che si comprendono in essa, Venezia, Giovanni Antonio Rampazetto, 1607
- (LA)  Konrad Eubel, Hierarchia Catholica Medii Aevi, vol. 2, p. 103; vol. 3, p. 131; vol. 4, pp. 112; vol. 5, p. 117; vol. 6, p. 120
- (LA) Bolla Quo aptius, su vatican.va.